# Abenadar
Abenadar (auch: Abenader) ist der Name eines römischen Hauptmannes, der gemäß den Betrachtungsvisionen der Augustinernonne und Mystikerin Anna Katharina Emmerick (1774–1824) eine Rolle in der Passion Christi gespielt haben soll. Seine historische Existenz ist nicht gesichert, in den kanonischen Evangelien wird er namentlich nicht erwähnt. Gleichwohl taucht sein Name in der neueren Kunst und bei Passionsspielen des Öfteren auf, so dass er den Status einer apokryphen außerbiblischen Gestalt erhalten hat.

## Die Visionen Emmericks
In den von Clemens Brentano niedergeschriebenen Betrachtungsvisionen der Anna Katharina Emmerick gehört Abenadar neben Cassius Longinus zu den beiden namentlich erwähnten römischen Soldaten. Abenadar sei von Geburt ein Araber gewesen, später, als Bekehrter, sei er dann auf den Namen Ctesiphon getauft worden.
Der Trupp des Hauptmanns Abenadar löst während der Kreuzigung einen anderen Trupp ab. Abenadar verhindert, dass man den „guten“ Schächer Dismas, der die Spötter Jesu unter den gaffenden Zuschauern gemaßregelt hat, steinigt. Später gibt Abenadar Jesus zu trinken, indem er ihm einen mit Essig getränkten Schwamm reicht, der auf einem Isoprohr steckt (vgl. Joh 19,29). Beim Tod Jesu, als die Erde zu beben beginnt, kommt Abenadar zum Glauben und erkennt Jesus als Gottes Sohn an (vgl. Mt 27,54; Mk 15,39; Lk 23,47). Sogleich gibt er den Oberbefehl an seinen Unteroffizier Cassius Longinus ab. Später berichtet Abenadar dem Statthalter Pontius Pilatus vom Tod Jesu (vgl. Mk 15,44) und dem Erdbeben. Auch bei der Kreuzabnahme Jesu ist Abenadar zugegen.